# Olszyna-Dębnik
Olszyna-Dębnik – dawna osada, a dziś część osiedla Piaski w Niepołomicach, położona w jego północno-wschodniej części. Od północy sąsiaduje z Poczynem, od zachodu z Kątami, od południa z Puszczą Niepołomicką, natomiast od wschodu z Sitowcem.